# Sebastian Øgaard
Sebastian Øgaard, född  30 januari 2004, är en dansk racerförare som för närvarande tävlar i Euroformula Open Championship för Van Amersfoort Racing.

## Karriär
Øgaards huvudkampanj för den säsongen skulle ligga i det Italienska Formel 4 Mästerskapet, där han skulle vara partner med Jesse Salmenautio och andra rookies Zdeněk Chovanec och Dexter Patterson på Bhaitech. Han hade en framgångsrik första omgång på Misano, där han fick poäng i alla tre loppen, och han slutade femtonde i det följande loppet på Imola. De åtta poängen som Øgaard gjorde under de tre första tävlingarna skulle tyvärr vara hans enda poäng för säsongen, eftersom laget kämpade med tillförlitligheten. Øgaard slutade på 20:e plats i mästerskapet, bakom alla sina lagkamrater. Han slutade 13:a i Rookies ställning.
Efter att Øgaard gjorde sin ensitsig debut i november 2019, återvänder till Spanien för huvudsäsongen, tävlade han i Spanska Formel 4 med Campos Racing, när det valencianska laget gjorde sin återkomst i mästerskapet. Han vann två och ett lopp i Algarve, Cheste och Barcelona respektive höll en säsongslång kamp om tvåan tillsammans med lagkamraten Pepe Martí, och slutade till slut trea efter de slutliga mästarna Dilano van 't Hoff och Martí.
Øgaard flyttade till Euroformula Open Championship 2022 och skrev på för Van Amersfoort Racing, tillsammans med Filip Ugran, Nicola Marinangeli och Jorge Garciarce. Men efter fyra omgångar in på säsongen lämnade Van Amersfoort Racing Euroformula Open med omedelbar verkan, vilket lämnade Øgaard utan plats.